# Dekanat berezyński
Dekanat berezyński – jeden z jedenastu dekanatów wchodzących w skład eparchii borysowskiej Egzarchatu Białoruskiego Patriarchatu Moskiewskiego.

## Parafie w dekanacie
- Parafia św. Mikołaja Cudotwórcy w Berezynie
  - Cerkiew św. Mikołaja Cudotwórcy w Berezynie
- Parafia Przemienienia Pańskiego w Berezynie
  - Cerkiew Przemienienia Pańskiego w Berezynie
- Parafia św. Proroka Eliasza w Bożynie
  - Cerkiew św. Proroka Eliasza w Bożynie
- Parafia Opieki Matki Bożej w Dulebach
  - Cerkiew Opieki Matki Bożej w Dulebach
- Parafia św. Michała Archanioła w Mikuliczach
  - Cerkiew św. Michała Archanioła w Mikuliczach
- Parafia św. Włodzimierza Chyrasko w Pogoście
  - Cerkiew św. Włodzimierza Chyrasko w Pogoście
- Parafia św. Jerzego Zwycięzcy w Sielibie
  - Cerkiew św. Jerzego Zwycięzcy w Sielibie
- Parafia Narodzenia św. Jana Chrzciciela w Wysokiej Górze
  - Cerkiew Narodzenia św. Jana Chrzciciela w Wysokiej Górze

## Galeria

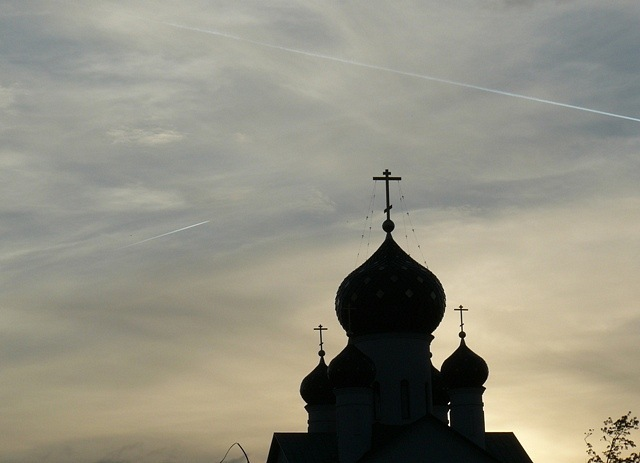
Cerkiew św. Mikołaja Cudotwórcy w Berezynie
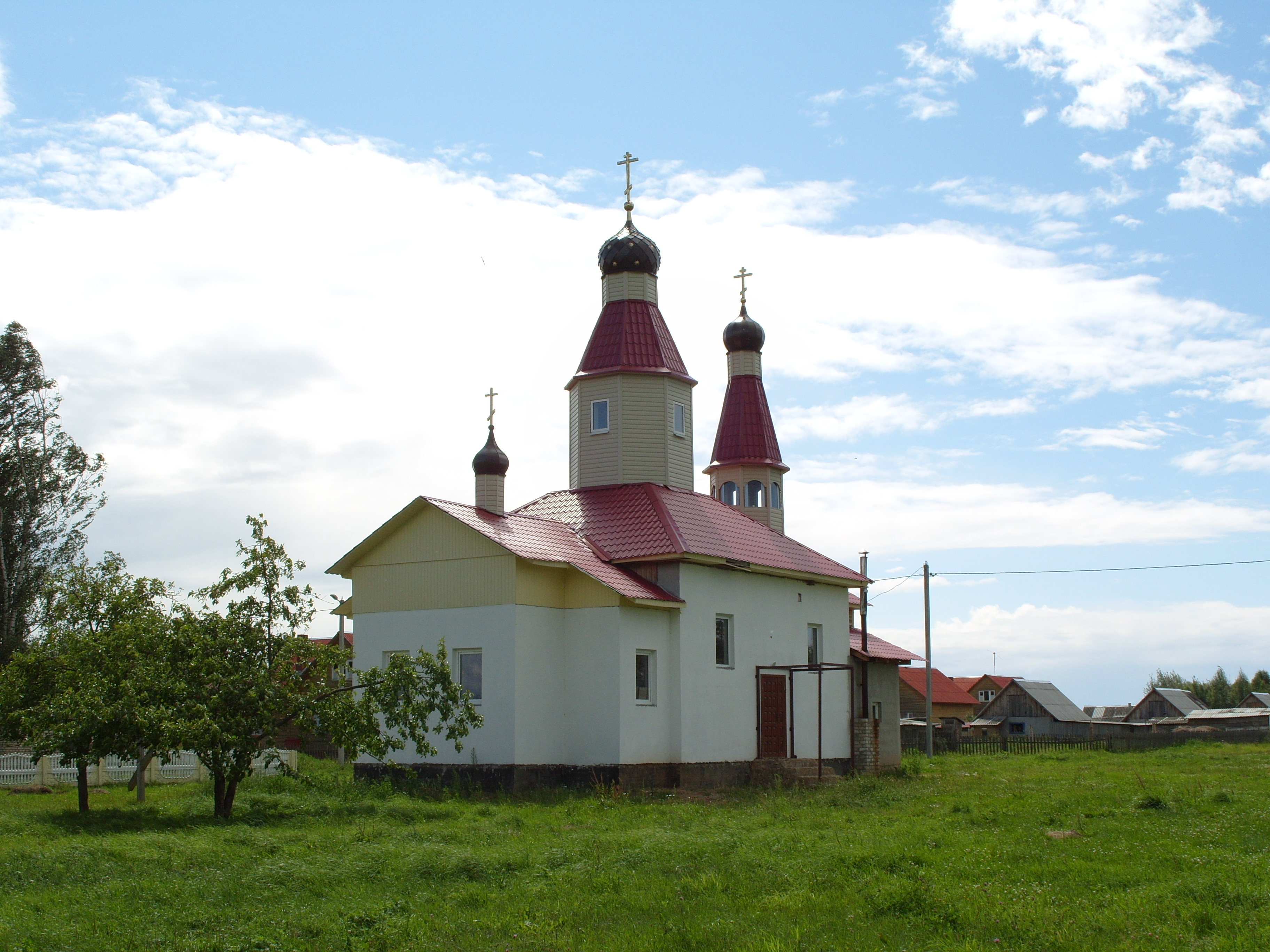
Cerkiew św. Jerzego Zwycięzcy w Sielibie